# Leopold Hofmann (compositore)
Leopold Hofmann, anche Ludwig Hoffmann, Leopold Hoffman oppure Leopold Hoffmann (14 agosto 1738 – 17 marzo 1793), è stato un compositore austriaco.

## Biografia
Hofmann era figlio di un funzionario altamente educato, e all'età di sette anni è diventato corista nella cappella dell'imperatrice Elisabetta Cristina di Brunswick-Wolfenbüttel, dove il suo direttore di coro e maestro era molto probabile František Ignác Antonín Tůma.
È stato anche uno studente, più avant,i di Georg Christoph Wagenseil. Nei suoi studi furono inclusi, in vari punti, violino, clavicembalo e composizione.
Nel 1758 Hofmann assunse il suo primo incarico (?) come "Musicus" a San Michele. Egli è noto per essere diventato direttore di coro presso la chiesa di San Pietro nel 1764 e, nel 1766, maestro di cappella. Nel 1769 divenne insegnante per la famiglia reale.
La posizione di maestro di cappella presso la Cattedrale di Santo Stefano, incarico che ha acquisito nel 1772, fu tra le sue responsabilità più importanti. In quel momento rifiutò la direzione della Cappella Imperiale, ma ne diventò il direttore due anni più tardi nel 1774. (Giuseppe Bonno divenne direttore della Cappella imperiale, invece, che era diventata aperta dopo la morte di Florian Leopold Gassmann.
Il 9 maggio 1791, su propria richiesta, Mozart fu nominato assistente-maestro di cappella di Hofmann, una posizione non pagata. Al momento Hofmann era malato e Mozart aveva anticipato di diventare maestro di cappella alla morte Hofmann. Tuttavia, Hofmann sopravvissuto a Mozart, ha mantenuto il suo posto di maestro di cappella della cattedrale fino alla sua morte.

## Opere
I due tipi di opere che Hofmann ha scritto sono state principalmente tre:
- Sinfonie
- concerti
- musica sacra